# 日産・ステージア
ステージア（STAGEA）は、日産自動車がかつて製造、販売していたステーションワゴン型乗用車である。
1990年代中盤からのワゴンブームに乗り、最上級のワゴンクオリティと高性能な走りを併せ持つ「プレステージ・ツーリングワゴン」をコンセプトとして1996年に登場した。ワゴン人気が絶頂期を迎えた中で、堂々としたサイズ感と高級感、優れた走行性能や使い勝手などが評価されて人気モデルとなった。

## 初代 WC34型（1996年 - 2001年）
当時の日本車のワゴン系車種としては珍しく、商用車（ライトバン）仕様とディーゼルエンジン仕様をラインナップに持たない。グレードによっては「高級車から乗り換えても違和感の無い高級感」をアピールしていたこともあり、30代から40代のファミリー層のみならず、Xシリーズは木目パネルを採用するなどセドリックやグロリア等の高級車から乗り換える50代から60代の中高年層をもターゲットとしていた。
しかしながら、実際には発売からしばらくしたころの受注内容は予想に反するもので、RS FOUR Vが約30%の受注台数で最も多く、25Xと25X FOURがこれに続く形となっていた（グレードについては後述）。日産の調査によれば、「スポーティで車格感のあるスタイリング、特にサイドからリヤにかけてのラインの美しさが好評を得ている。」とのことで、ステージア特有の高級感とともに高い評価を受けていた。このほか剛性を高めるなど、ボディに至るまでスポーティな走りを追求した。
インストルメントパネルには大型デジタル表示の液晶オド・ツイントリップメーターを採用した。リヤシートは6:4分割可倒式で、8段階のリクライニング機構を備える。リヤシートを倒すとVDA容量1,475Lと広大なスペースを確保できる。
ローレルおよびスカイラインと同様に村山工場で生産されていたが、同工場の閉鎖に伴い栃木工場に移管された。
日本国外には輸出されなかったが、中古輸出でも人気が高く、特にオーストラリアでは現地生産のスカイラインワゴンの代替車種としても受け入れられた。

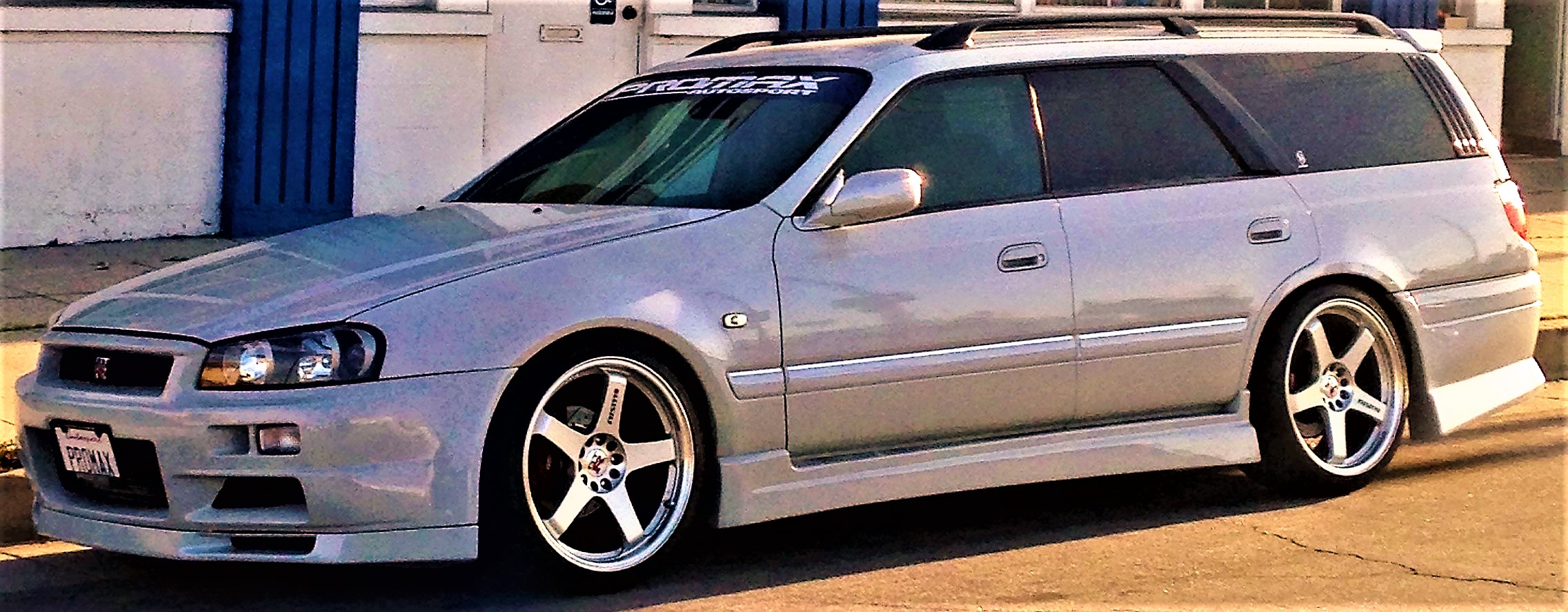
顔面スワップの一例

ステーションワゴンの実用性に加えてスカイライン譲りの素性の良さからチューニングカー、とりわけドリ車としての需要もあり、260RSに代表されるような高出力エンジンをスワップする例もみられる。また、BNR34型スカイラインGT-Rの顔面スワップを行う改造ケースもある（通称スカージア）。

### メカニズム
Lクラスステーションワゴン専用車種として設計されたステージアは、C34型ローレルおよびR33型スカイラインとプラットフォームを共有する兄弟車の関係にあり、同じシャーシと走行装置を採用している。4WDは高い走行安定性を特徴とし、氷雪路での発進性に優れた新開発の「シンクロモード付アテーサE-TS」を搭載した。
搭載するエンジンは直列6気筒のRB25DET型インタークーラー付ターボ、RB25DE型、RB20E型の3機種。ステーションワゴンに6気筒ターボエンジンの搭載は7代目スカイラインワゴンに設定のターボ車以来となる。1997年6月には、エンジンをNEOストレート6へ変更した。このときにRB20EはDOHC化されRB20DEになった。
1998年のマイナーチェンジではRB25DETもNEOストレート6へ変更された。RB20DEはリーンバーン化して環境性能を向上した。オートマチックトランスミッションも改良が加えられており、従来の4速ATは「E-AT」から「E-ATx」に進化し、これをX・Gシリーズに採用した。この「E-ATx」の特徴は、より広い領域でのロックアップを実現した「ワイドレンジロックアップ」や、動力伝達効率を最大限まで高めながら優れた燃費とのバランスを両立した「E-Flowトルクコンバーター」を採用している点である。RSシリーズにはマニュアルモードの走りが満喫できる「デュアルオートマチックM-ATx」を採用した。こちらは「E-ATx」のつくりをベースとして、シフトレバーとステアリングシフトスイッチのいずれでも変速操作可能なデュアルマチックとしたものである。ただし25t RS FOUR Sは5速MTを採用した。
| 生産期間             | エンジン                  | 排気量 (cc) | タイプ                      | トランスミッション | 最高出力 (kW (PS)/rpm) | 最大トルク (Nm (kgm)/rpm) |
| -------------------- | ------------------------- | ----------- | --------------------------- | ------------------ | ---------------------- | ------------------------- |
| 1997年11月-          | RB26DETT型                | 2,568       | 直列6気筒 DOHC ツインターボ | 5MT                | 206 (280) / 6,800      | 368 (37.5) / 4,400        |
| 1996年10月-1997年6月 | RB25DET型                 | 2,498       | 直列6気筒 DOHC ターボ       | E-AT               | 169 (230) / 6,400      | 275 (28.0) / 4,800        |
| 1997年6月-1998年8月  | RB25DET型                 | 2,498       | 直列6気筒 DOHC ターボ       | E-AT               | 173 (235) / 6,400      | 275 (28.0) / 4,800        |
| 1998年8月-           | 同 [NEOストレート6]       | 2,498       | 直列6気筒 DOHC ターボ       | 5MT、M-ATx、E-ATx  | 206 (280) / 6,400      | 343 (35.0) / 3,200        |
| 1996年10月-1997年6月 | RB25DE型                  | 2,498       | 直列6気筒 DOHC              | E-AT               | 140 (190) / 6,400      | 230 (23.5) / 4,800        |
| 1997年6月-           | 同 [NEOストレート6]       | 2,498       | 直列6気筒 DOHC              | E-AT→E-ATx         | 147 (200) / 6,000      | 255 (26.0) / 4,000        |
| 1996年10月-1997年6月 | RB20E型                   | 1,998       | 直列6気筒 OHC               | E-AT               | 96 (130) / 5,600       | 172 (17.5) / 4,400        |
| 1997年6月-           | RB20DE型 [NEOストレート6] | 1,998       | 直列6気筒 DOHC              | E-AT→E-ATx         | 114 (155) / 6,400      | 186 (19.0) / 4,400        |

- M-ATx:デュアルマチックM-ATx<フルレンジ電子制御4速オートマチック>
- E-AT、E-ATx:フルレンジ電子制御4速オートマチック
- 5MT:5速マニュアル

ボディは「ゾーンボディコンセプト」に基づく車体構造を採用し、運転席と助手席用のSRSエアバッグシステムとABSを全車標準装備した。
リヤサスペンションはラゲッジスペースの確保のために、配置とセッティングを整えたワゴン専用マルチリンクサスペンションを開発した。このほか、制振材・吸音材の適正配置などによる静粛性の向上や、オゾンセーフエアコンなどの採用による環境への配慮といったことも抜かりない。

### グレード展開
グレードは下からGシリーズ、Xシリーズ、RSシリーズとなっている。装飾として木目タイプフィニッシャーをX・Gシリーズに採用したほか、Gシリーズを除いて電動サンルーフがオプション設定された。Xシリーズは本革巻きステアリングや本革巻きシフトノブを装備する。1997年のマイナーチェンジでXシリーズには、運転席パワーシート、フルフレックスショックアブソーバーなどを標準装備した。
RSシリーズはスポーティな上級仕様にあたり、エンジンは2.5リッターのターボ仕様を搭載している。外観の変更として、メッシュタイプの専用グリル、フロントスポイラーを装着した。内装のメタリックタイプフィニッシャーはRSシリーズ専用である。特に最上級グレードであるRS FOUR Vは、鍛造16インチアルミロードホイール&205/55R16タイヤとフロントストラットタワーバーを装備することで足廻りを強化し、よりスポーティな走りを楽しめるものとした。
260RS
「オーテックバージョン260RS」は、BCNR33型スカイラインGT-Rのエンジン、ドライブトレイン、サスペンションシステムを流用した特別仕様車である。開発コンセプトは「トップ オブ ザ ツーリングワゴン」とし、走りの性能を窮めた。
「25t RS FOUR」をベースとした改造車で、5速MTのみの設定となる。デザインも大幅に変更されており、専用のバンパーやエアロパーツを採用しただけでなく、グリルを黒色に変更し、専用色の「ダークブルーイッシュブラックパール」を設定した。ボディ剛性をさらに強化し、とりわけ足廻りの強化を中心に行ったことで、扱いやすくした。内装も260RS専用に改造されており、専用スポーツシート、専用コンビメーターと3連メーターを特徴としている。
足廻りについてはほかにも、4輪マルチリンクサスペンションはそのままだが、拡大された後軸トレッド幅と全幅の関係から、ホイールオフセットが前後で異なる仕様となっている。また、サスペンションには専用チューニングを施しており、動力性能を支えるように調整された。そこに、操舵応答性と操縦安定性を高めるべく電動SUPER HICASを採用した。ブレーキはブレンボのブレーキシステムを採用することで制動性も高めている。タイヤは高性能タイヤ（225/50R17 94V、ブリヂストン製POTENZA RE010）にBBSの鍛造17インチアルミロードホイール（メッシュタイプ）を採用した。

### 年表
- 1996年（平成8年）10月3日 - Y30セドリックワゴン/グロリアワゴン、R31スカイラインワゴンの実質的な後継車としてWC34型登場[7]。純正エアロパーツには「DAYZ」（デイズ）のブランド名が付いていた[注釈 2]。スバル・レガシィツーリングワゴンと同様、ドアはサッシュレスとなった。テレビCMには田口トモロヲ、栗山千明らが出演[8]。
- 1997年（平成9年）
  - 1月14日 - ボディーカラーにシルキースノーパール (#WK1) を追加するとともに、「25X」および「25X FOUR」をベースにDAYZのエアロ（バンパー、サイドシルプロテクター、ルーフスポイラー等）を標準装備した特別仕様車「ホワイトエアロセレクション」を設定[9]。
  - 8月28日 - マイナーチェンジ[4]。手が触れる主な場所に抗菌加工を施し、エアコン内蔵クリーンフィルター（集塵・脱臭機能付）やUVカット断熱グリーンガラスを含む「新室内快適性能“インナーグリーン”」を全車に標準装備した。安全装備の強化として、ブレーキアシストを自然吸気エンジン搭載車に標準装備した。グレードは「25t X FOUR」と「25RS」を追加。「25t X FOUR」はマルチAVシステムを装備している。「RS FOUR (V)」は「25t RS FOUR (V)」にグレード名を変更。ボディーカラーにシルキースノーパールツートーン（#5S5）を追加（「X・G」系）。「エアロセレクション」の設定を「25RS」・「25t RS FOUR」・「25t RS FOUR V」・「25t X FOUR」に追加し、車体色はソニックシルバー、スーパークリアレッドIIが選択可能となった。
  - 10月8日 - オーテックジャパンから特別仕様車「260RS」が発表される。[6]。
  - 11月20日 - 「20X」と「25RS FOUR」を追加[10]。同日、「オーテックバージョン260RS」が発売された[6]。
- 1998年（平成10年）
  - 8月31日 - マイナーチェンジ[5]。フロント・リア周りのデザインを変更し、いわゆる「後期型」に移行した。RB25DETエンジンもR34スカイラインと同様のNEOシリーズに変更し、5MT車の「25t RS FOUR S」と2WDターボ車の「25t RS V」を追加した。併せて、搭載するATも変更した。
  - 10月6日 -「オーテックバージョン260RS」の改良が行われた[5]。専用MOMOスポーツステアリングを採用するなどわずかな変更が施された。
- 1999年（平成11年）
  - 1月8日 - スカイラインと同時に、販売会社の取り扱いが変更され、従来のプリンス店とモーター店に加えて、サニー店での取り扱いも新たに行われる。[11]
  - 9月1日 - 特別仕様車「プライムエディション」を設定[12]。デュアルマチックM-ATx搭載の25t RS FOUR V、25t RS V、25RS FOUR、25RSをベースに、本革・サプラーレコンビシートや木目・本革コンビステアリングなどを標準装備するとともに、ATフィニッシャー、センターコンソールフィニッシャー及びパワーウインドウスイッチフィニッシャーを木目調とした。
- 2000年（平成12年）6月6日 - RB20DE型搭載「20RS」追加[13]。装備内容は「25RS」に準拠している。併せて、「NAVIエディション」シリーズを「20RS」・「25RS」・「25RS FOUR」に設定した。オーテックジャパンからは「25t RS V」・「25t RS FOUR S」にカスタマイズベースグレードの「Type-B」を設定。260RSはR33スカイラインで限定販売された通称・4ドアセダンGT-Rのオーテックバージョンとは異なり、M35にバトンタッチするまで継続販売された。
- 2001年（平成13年)
  - 3月[14] - 生産終了。在庫対応分のみの販売となる。
  - 4月 - グレード整理により「RS」シリーズのみの販売となる。
  - 10月 - M35型の登場により販売終了。

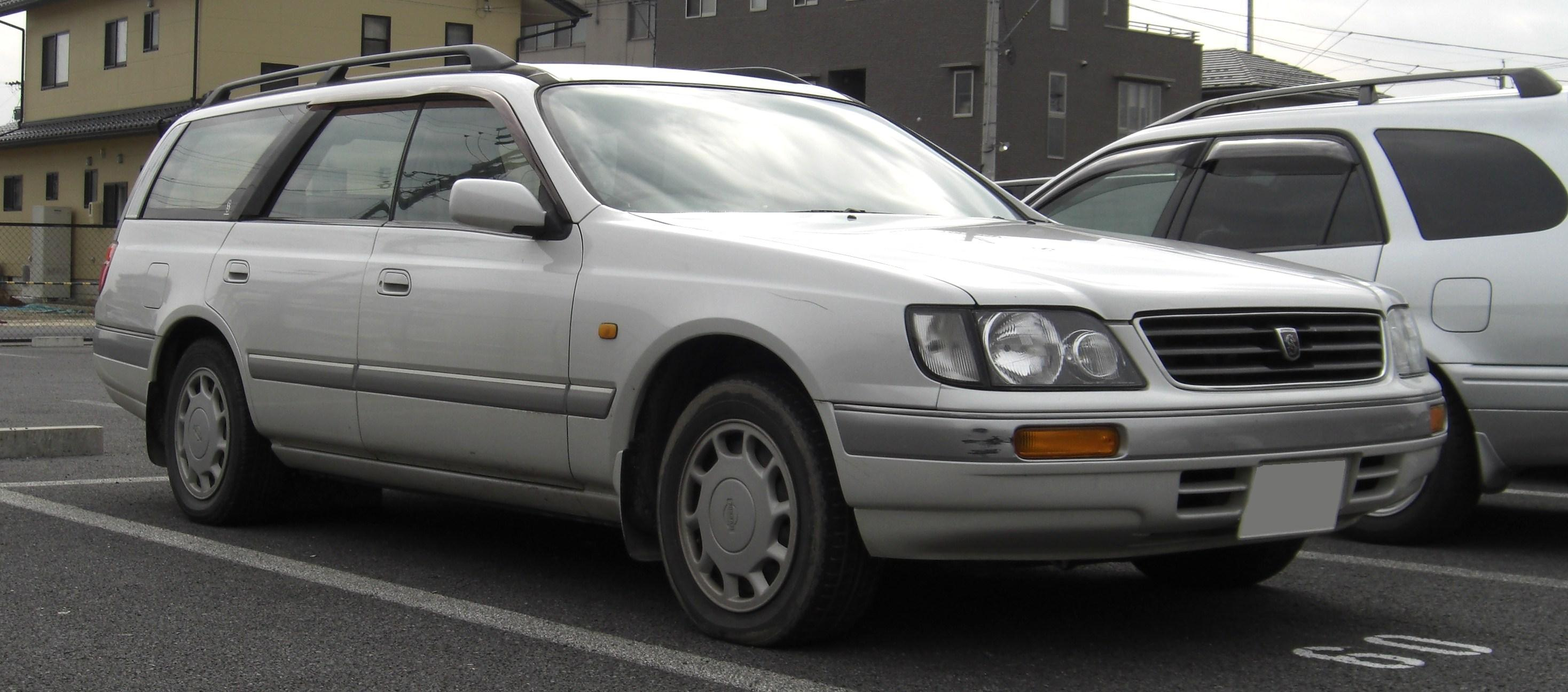
前期型25G FOUR
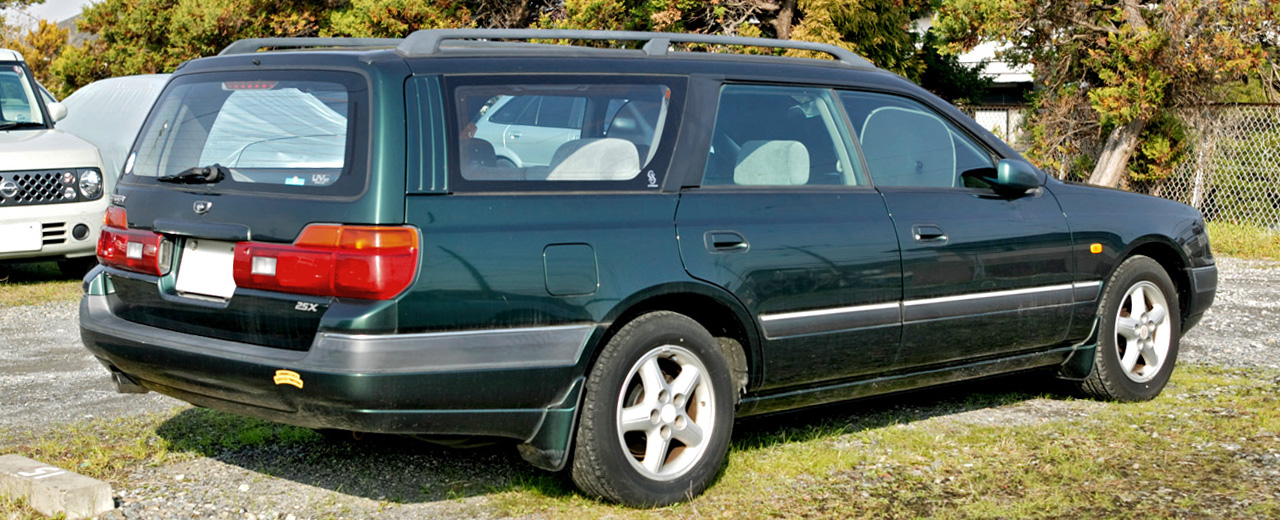
前期型25X
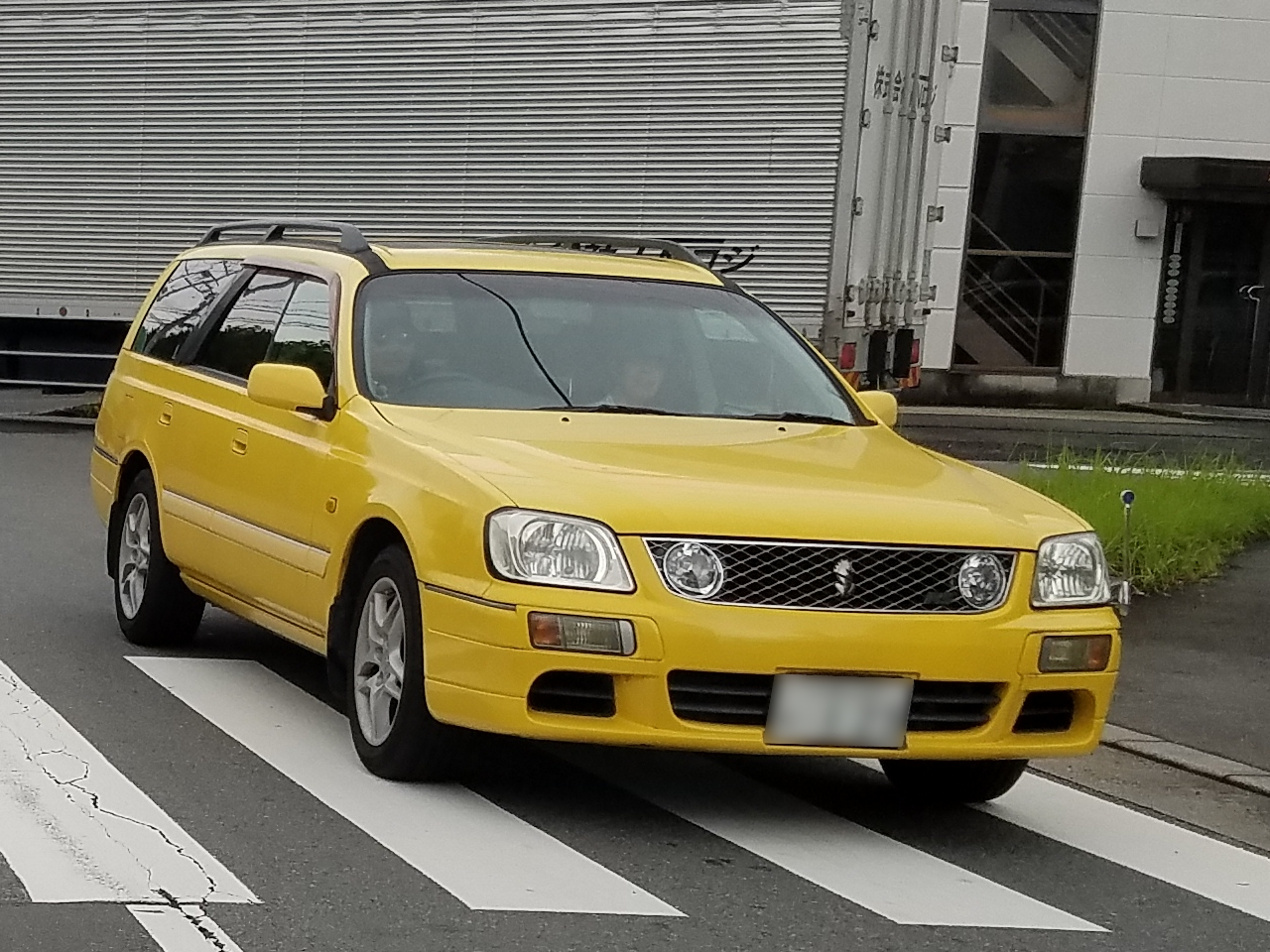
後期型 RS

## 2代目 M35型（2001年-2007年）
2001年10月にM35型にフルモデルチェンジして発売された。同年6月に発売されたV35型スカイラインセダンと共通のFMパッケージのプラットフォームをベースとしたワゴンで、ダッシュボード周辺のデザインは基本的にスカイラインと共通であるが、姉妹車ではない。
スカイラインセダンがV35型よりインフィニティブランドで世界展開を開始し、レッドステージ専売だったのに対し、ステージアは日本国内専売車かつブルーステージ専売車種となっている。
生産はすべて日産自動車栃木工場で行われ、2007年6月には生産が終了された。後継モデルは存在せず、2009年7月のスカイラインクロスオーバー発売までの間、FRあるいは3ナンバークラスのクロスオーバーSUVモデルは日産のラインアップから一時的に消滅した。

### メカニズム
V35型スカイラインセダンと共通のFMパッケージが採用されたが、このプラットフォームは開発段階からステーションワゴンへの採用を視野に入れていたという。また、FMパッケージの採用により、前後重量配分はFR車が51:49、4WD車が52:48となった。サスペンションは前後ともに独立懸架マルチリンク式で、フロントサスペンションについてはV35型スカイラインセダンとほぼ同一のものを使用する。一方でリアサスペンションには荷室へのサスペンションの張り出しを最小限に抑えるため、ショックアブソーバー/スプリング別置き式の専用設計サスペンションが採用されている。
4WD車には新開発のスノーシンクロモード付アテーサE-TSが採用され、滑りやすい路面での発進性を高めている。また、前期型の「AR-X FOUR」および「250t RS FOUR V HICAS」には引き続き四輪操舵システムの電動SUPER HICASが採用された。HICASについてはR31型からR34型までのスカイラインにも用いられていたが、V35型ではその基本性能の高さから採用が見送られたのに対して、ステージアについてはワゴン化による車両後部の車重増加のためにアンダーステア傾向となったために採用された。
バックドアは日立化成工業製で、軽量かつ高剛性な樹脂素材が採用されている。またスプリング付サイドウエッジラバーが採用されたことにより、世界で初めてバックドアを車体構造体化している。
エンジンはいずれもVQエンジンを採用しており、発売当初はV35型スカイラインと共通のV型6気筒 直噴 2.5L VQ25DD型および同3.0L VQ30DD型に加え、新開発の2.5L V6インタークーラーターボエンジンの3機種が搭載された。トランスミッションには、4速ATおよび5速ATが用意され、4速ATについては2.5L NAエンジン搭載のFR車に採用され、その他のモデルにはすべて5速ATが採用される。2003年6月に発売された特別仕様車「アクシス350S」にはV6 3.5L VQ35DE型エンジンが新たに搭載され、ラインアップで唯一6速MTが組み合わせられた。「アクシス350S」のエンジンはV35型スカイラインと同じチューニングが施されたものである。
2004年8月のマイナーチェンジではVQ30DD型およびVQ25DET型エンジンが廃止され、代わりに先行して特別仕様車「アクシス350S」にも搭載されていたVQ35DE型エンジン搭載グレードが追加された。ただしこのマイナーチェンジ時にMTを採用していた「アクシス350S」は廃止された。マニュアルモード付5速ATについては、マニュアルモードをレンジセレクトからギアセレクト方式に変更した。スノーシンクロモード付アテーサE-TSも多板クラッチを従来の油圧式から電磁式へ変更するなど、直進安定性に関する改良が行われた。
| 生産期間             | エンジン            | 排気量 (cc) | タイプ               | トランスミッション | 最高出力 (kW (PS)/rpm) | 最大トルク (Nm (kgm)/rpm) |
| -------------------- | ------------------- | ----------- | -------------------- | ------------------ | ---------------------- | ------------------------- |
| 2001年10月-2007年7月 | VQ35DE型            | 3,498       | V型6気筒 DOHC        | 5M-ATx             | 200 (272) / 6,000      | 353 (36.0) / 4,800        |
| 2003年6月-2004年8月  | 同 アクシス350S仕様 | 3,498       | V型6気筒 DOHC        | 6MT                | 206 (280) / 6,200      | 363 (37.0) / 4,800        |
| 2001年10月-2004年8月 | VQ30DD型            | 2,987       | V型6気筒 DOHC 直噴   | 5M-ATx             | 191 (260) / 6,400      | 324 (33.0) / 4,800        |
| 2001年10月-2007年7月 | VQ25DD型            | 2,498       | V型6気筒 DOHC 直噴   | 5M-ATx、M-ATx      | 158 (215) / 6,400      | 270 (27.5) / 4,400        |
| 2001年10月-2004年8月 | VQ25DET型           | 2,498       | V型6気筒 DOHC ターボ | 5M-ATx、M-ATx      | 206 (280) / 6,400      | 407 (41.5) / 3,200        |

- M-ATx:マニュアルモード付フルレンジ電子制御4速オートマチック
- 5M-ATx:マニュアルモード付フルレンジ電子制御5速オートマチック
- 6MT:6速マニュアル

### デザイン
デザインはスカイラインと共通のチームで行われ、日本国内専売車ながら輸出専用の高級車ブランド「インフィニティ」のモデルに用いられる「ダブルアーチグリル」を意識したフロントグリルのデザインが取られている。また、ステージアはゴーン体制の下でデザインの最終決定がなされた最初のモデルでもある。なお、外装部品ではフロントドアおよびフロントウインドウ、ドアアウターハンドルをV35型スカイラインセダンと共有している。空力性能については、フロント・リアゼロリフトを達成しており、Cd値もワゴンながら0.32-0.33としている。
前期型モデルのターボエンジン搭載モデルにはチンスポイラーが標準装着され、「AR-X FOUR」を除く前期型全グレードにオプション設定された。また、前期型で全車にオプション設定された車間自動制御システム装着車には専用のフロントグリルが装着される。
インテリアについては、ダッシュボード周りのデザインがV35型スカイラインセダンと基本的には共通で、部品の多くをスカイラインセダンと共有している。先代ステージアよりも全長を短縮しているが、先代より130mm延長されたロングホイールベースの採用やV型エンジンの搭載によって室内空間は拡大され、後席ニールームが90mm延長された。荷室についても拡大され、リアシート折り畳み時で荷室長が先代比+40mm、荷室容積+75Lとなった。しかしフロントウィンドウやAピラーなどの部品を共通化した結果、ドライバーの身長によっては肩をシートにつけた状態で腕を伸ばしてもフロントウィンドウに接触してしまうほどに近いため、前席側は衝突安全性についての懸念点を抱えている。
2004年8月に行われたマイナーチェンジではフロントグリル、前後バンパーおよび17インチホイールのデザインが変更され、カラードサイドガードモール・シルプロテクターが全車に装着された。内装では、本アルミ製センターパネル・本アルミ＋本革製シフトノブ・本アルミ製ドアハンドルガーニッシュが全車に標準になり、内装の質感が向上した。
| 仕様     | 標準車           | 標準車          | AR-X            | エアロセレクション         | アクシス                   | アクシスS                  |
| 販売期間 | 2001/10- 2004/08 | 2004/08- 2007/8 | 2001/10- 2007/8 | 2002/10- 2007/8            | 2002/01- 2007/8            | 2004/8- 2007/8             |
| -------- | ---------------- | --------------- | --------------- | -------------------------- | -------------------------- | -------------------------- |
| 全長     | 4,765            | 4,785           | 4,800           | 標準車と同じ               | 4,815                      | 4,820                      |
| 全幅     | 1,760            | 1,760           | 1,790           | 1,760                      | 1,760                      | 1,760                      |
| 全高     | 1,510            | 1,510           | 1,550           | 1,490 (FR車) 1,505 (4WD車) | 1,490 (FR車) 1,505 (4WD車) | 1,490 (FR車) 1,505 (4WD車) |

### グレード展開
グレードは下から、走行性能を極めた「RS」シリーズ、豪華なGTワゴンの「RX」シリーズ、クロスオーバーRVの「AR-X」シリーズとなっている。先代からはRSシリーズが続投となる。
当初3.0Lエンジン搭載車には「300RX」の1グレードのみが用意され、2.5L NAエンジン搭載車には下から「250RS」、「250RS V」、「250RX」の3グレードが設定され、「250RS V」を除く2グレードには四輪駆動車の「FOUR」がそれぞれ設定された。2.5Lターボエンジン搭載車には四輪駆動車のみがラインアップされ、下から「250t RS FOUR V」、「250t RS FOUR V HICAS」、「250t RX FOUR」、「AR-X FOUR」の4グレードが設定された。
上級グレードとなる「RX」シリーズおよび最上級グレードの「AR-X FOUR」には運転席パワーシートや後席エアコン吹き出し口などの快適装備が装備され、一方で「RS」シリーズには前席スポーツシートが装備された。また「RS」のターボエンジン搭載車には「RX」シリーズおよび最上級グレードの「AR-X FOUR」には装備されない3連メーター（フロントトルク計、電圧計、ブースト計）が標準装備された。「AR-X FOUR」の「AR-X」とは、「オールロード・クロスオーバー・ビークル (All Road Crossover Vehicle, All Road X-over Vehicle) 」の頭文字をとったものであり、その名の通り最低地上高を標準車より40mm増加させてオフロード性能を高め、加えて専用の樹脂製オーバーフェンダー・シルプロテクターおよび18inアルミホイールおよびグッドイヤー製EAGLE LS 225/55R18オールシーズンタイヤが装着されている。
ターボエンジン搭載車、3.0Lエンジン搭載車および「250RS V」には17inアルミホイールおよび215/55R17タイヤが装着され、その他のグレードには16inホイールおよび205/65R16タイヤが装着されるが、16in、17inホイールともにV35型スカイラインセダンと共通デザインである。
2004年8月にはエンジンラインアップの変更に伴いグレード構成も変更され、2.5Lエンジン搭載車は「250RX」および「250RX FOUR」の2グレードとなり、3.5Lエンジン搭載車は「350RX」、「350RX FOUR」、搭載エンジンを変更した「AR-X FOUR」の3グレードが用意された。「AR-X」を除いて全車前期型では上級グレードであった「RX」となっているが、後席エアコン吹き出し口については全車オプション設定となっている。また、ホイールについては、「250RX」系には16inホイールが、「350RX」系には17inホイールが、「AR-X FOUR」には前期型同様18inホイールが装着された。

#### 特別仕様車
エアロセレクション
2002年10月にオーテックジャパンより発売。ベース車は「250RS」、「250RS FOUR」、「250t RS FOUR V」、「250t RS FOUR V HICAS」。フロントエアロフォルムバンパー、リアカラードバンパー、カラードサイドガードモール・シルプロテクターなどの外装パーツを装着し、「250RS」および「250RS FOUR」についてはオプション設定となるプライバシーガラスが特別装備され、加えて全車に専用サスペンションが採用された。
70th
2003年5月に発売。同年12月の日産自動車創立70周年を記念した特別仕様車。ベース車は「250RX」、「250RX FOUR」、「250t RX」。カラードサイドガードモール、BOSEサウンドシステム、ETCユニットが標準装備され、加えて「250RX」および「250RX FOUR」には17inホイールが特別装備された。
70th-II
2003年10月に発売。日産自動車創立70周年を記念した特別仕様車の第2弾。ベース車は第1弾同様「250RX」、「250RX FOUR」、「250t RX」の3グレード。プラズマクラスターイオンエアコン、消臭天井、IR/UVカットグリーンガラスが含まれる「室内環境パッケージ」が70周年特別仕様車に共通装備されたほか、加えて17inホイール、カラードサイドガードモール、助手席パワーシートが装備された。
NAVIエディション
2004年4月に発売。ベース車は「250RS」、「250RS V」、「250RS FOUR」、「250RX」、「250RX FOUR」。DVDナビゲーションシステムおよびカラードサイドガードモールが装備され、加えて「250RS」および「250RS FOUR」についてはオプション設定となるプライバシーガラスが特別装備された。
リミテッドレザー
2005年4月に発売。全車に設定。専用のブラウン本革シートや木目調フィニッシャーなどが装備され、加えて後席エアコン吹き出し口が装備されたほか、2.5L車にはステージアスーパーサウンドシステムが、3.5L車にはBOSEサウンドシステムがそれぞれ特別装備された。
スタイリッシュシルバーレザー
2006年6月に発売。全車に設定。専用のグレー本革シートが装備されたほか、助手席パワーシート、後席エアコン吹き出し口、前席ヒーター付シート、インテリジェントキーなどが標準装備され、2.5L車にはステージアスーパーサウンドシステムが装備された。

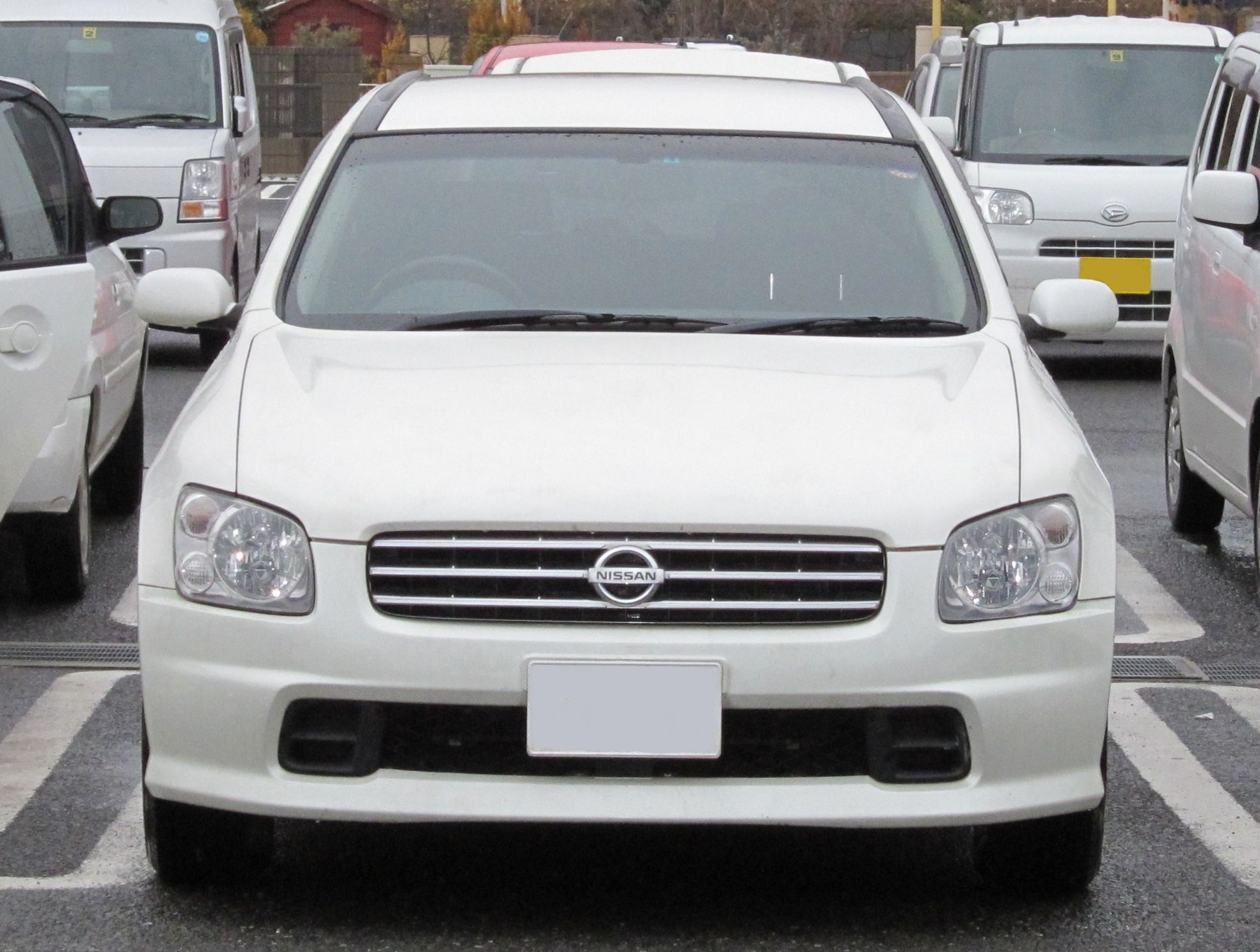
エアロセレクション
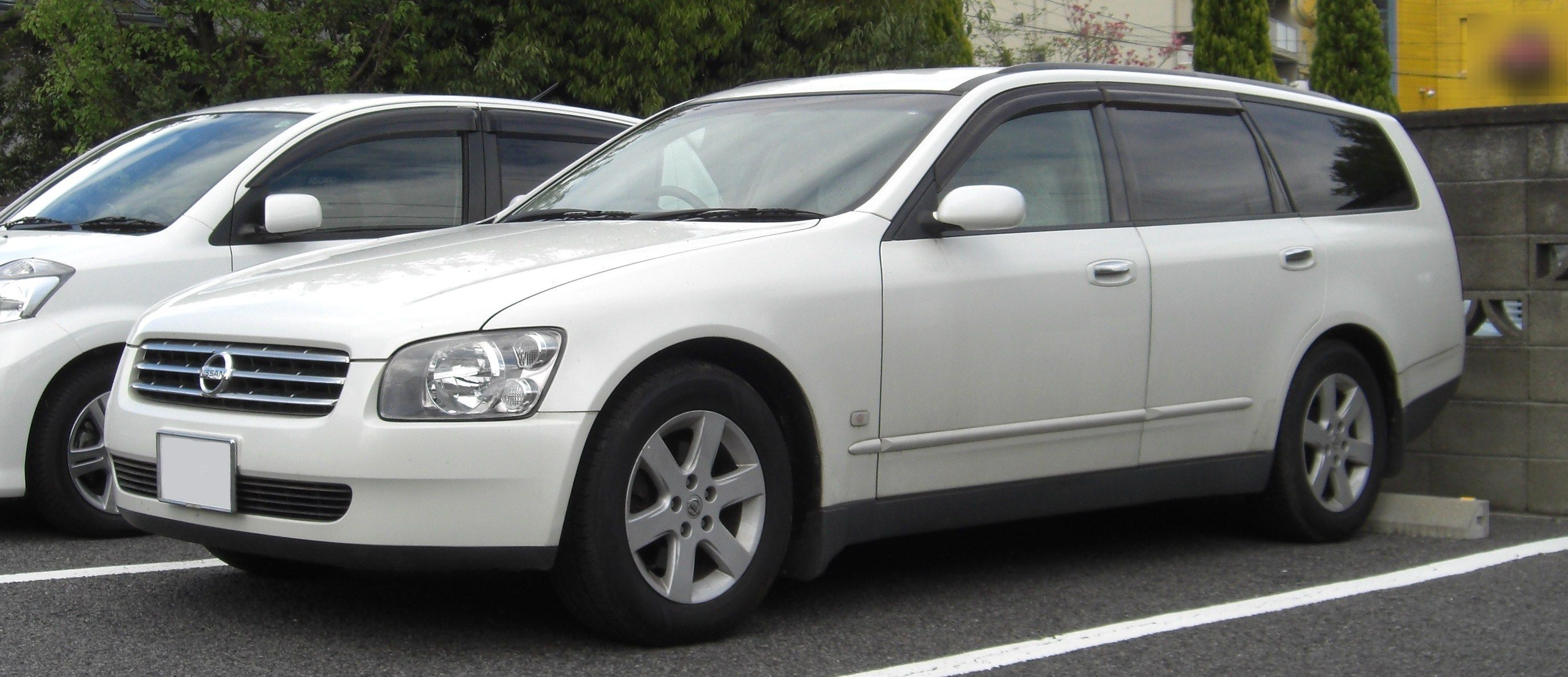
NAVIエディション
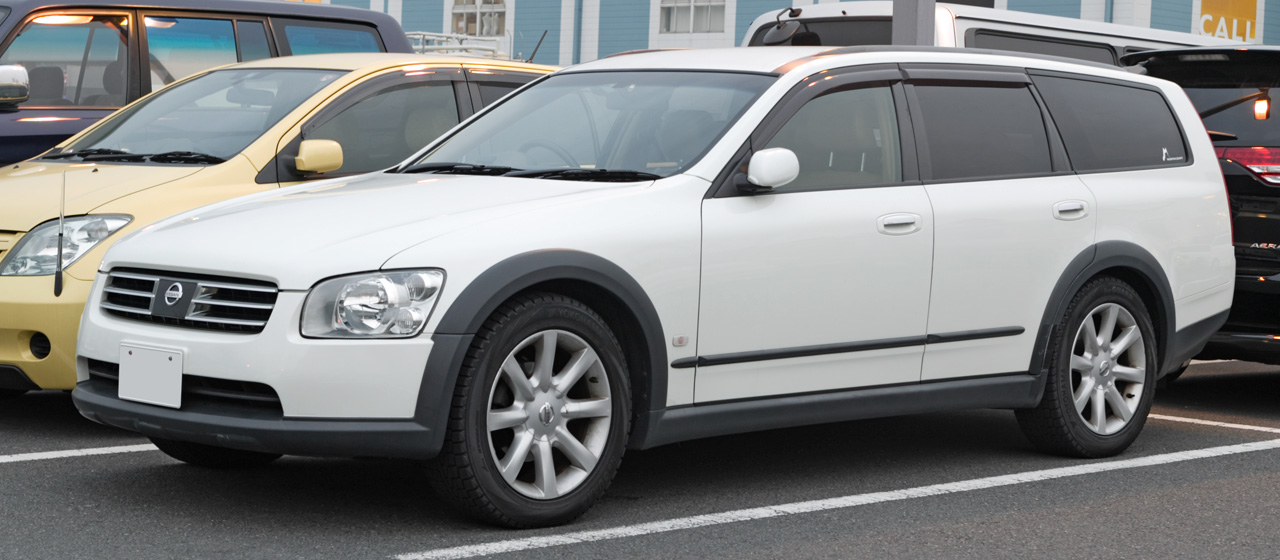
AR-X FOUR 車間自動制御システム装着車

| 前期型アクシス2002年1月-2004年8月  |  | 前期型アクシス2002年1月-2004年8月 |
| 前期型アクシス 2002年1月-2004年8月 |  |                                   |

アクシス
2002年1月にオーテックジャパンより発売。専用フロントグリル、専用フロントバンパー、専用18inアルミホイール、オーバーフェンダーおよびカラードサイドガードモール・シルプロテクターなどが装備された。タイヤにはブリヂストン製225/45R18 POTENZA S-03 PolePositionを採用。3.0Lエンジンを搭載するFRモデル、2.5L NAエンジンを搭載するFRモデルおよび4WDモデル、2.5Lターボエンジンを搭載する4WDモデルの4グレードが用意される。また、2004年8月のマイナーチェンジではフロントグリル・バンパーのデザインを変更しており、ラインアップも2.5Lエンジン搭載のFRおよび4WDモデル、3.5Lエンジン搭載のFRおよび4WDモデルの4グレードとなった。また、マイナーチェンジ時にはタイヤ銘柄も変更され、ダンロップ製VEURO VE301となった。
アクシス350S
2003年6月にオーテックジャパンより発売。アクシスをベースに、ステージアとしては初めて、先にスカイラインセダンにも搭載された3.5L V6 VQ35DE型エンジンを搭載し、6速MTが組み合わせられた。MTの採用についてもM35型としては初めてである。加えて専用のサスペンション、エキゾーストシステム、シート地なども採用された。駆動方式はFRのみ。2004年のアクシスS発売時に廃止された。

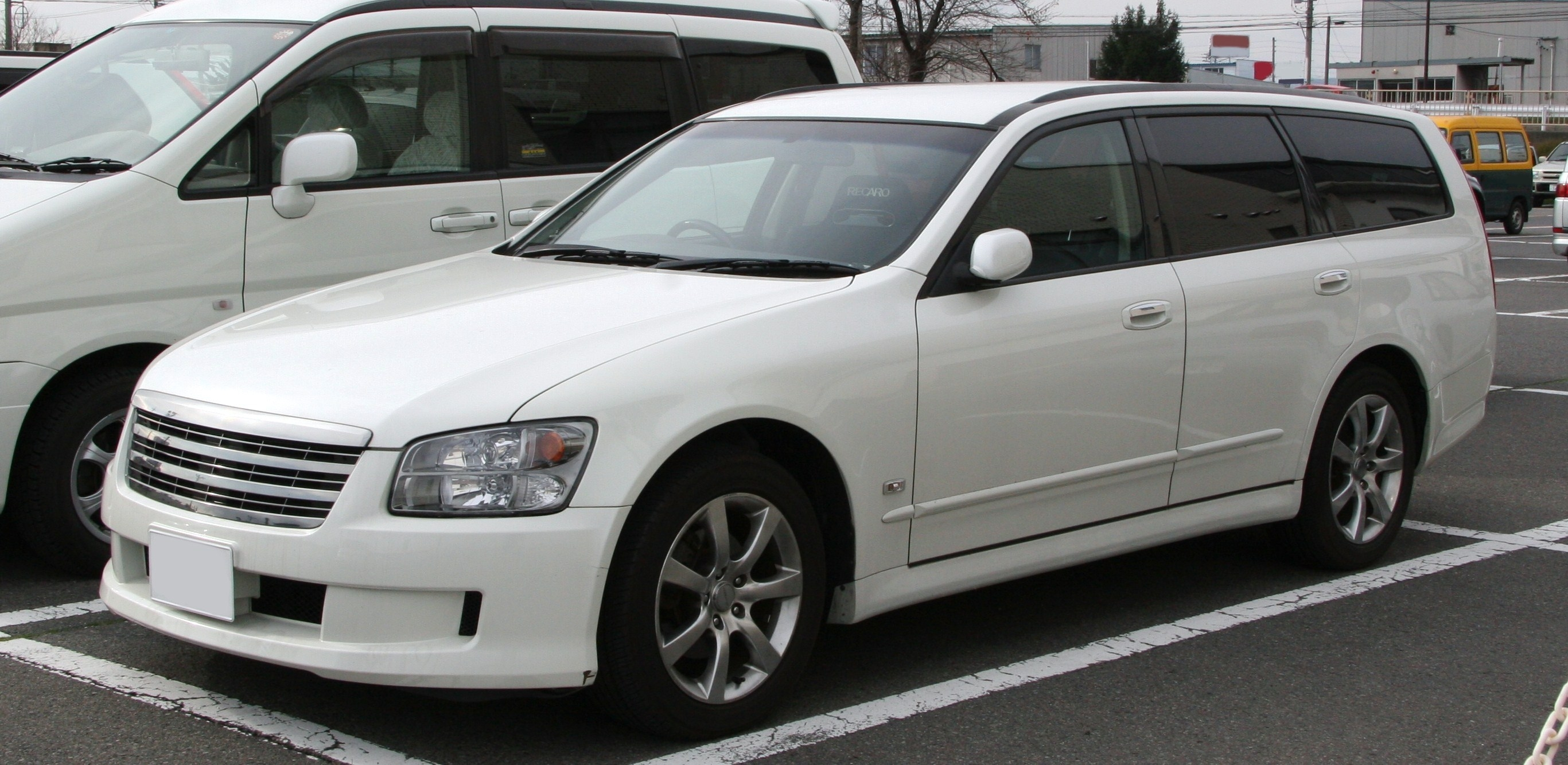
アクシスS
2004年8月のマイナーチェンジ時にアクシス350Sの代わりに追加。後期型アクシス同様ラインアップは2.5L FR/4WD、3.5L FR/4WDの計4グレード。専用フロントバンパー、ダークメッキグリル・ヘッドランプが装着され、専用のサスペンションおよび藤壺技研工業製マフラーが装備された。ホイールには標準車用17inホイールのデザインをベースとした専用品が装着され、タイヤにはダンロップ製215/55R17 DIREZZA DZ101が採用された。
ドライビングヘルパー「オーテックドライブギア タイプe」
2003年1月にオーテックジャパンより発売。250RXをベースに設定された福祉車両。下肢の不自由なユーザーのために、手元のコントロールグリップでアクセル操作ができるようになっている。これについては日本メーカーで初めて電子制御方式を採用した車種の一つでもある。2004年8月のマイナーチェンジではベース車と同じ変更を加えた。

### 年表
- 2001年10月16日 - 販売開始[18]。
- 2002年
  - 1月 - オーテックジャパンより「アクシス」が発売[39]。
  - 10月1日 - グッドデザイン賞 商品デザイン部門を受賞[40]。
  - 10月3日 - オーテックジャパンより「エアロセレクション」が発売[31]。
- 2003年
  - 1月16日 - オーテックジャパンよりライフケアビークル「ドライビングヘルパー」が発売[38]。
  - 5月8日 - 特別仕様車「70th」が発売[32]。
  - 6月10日 - オーテックジャパンより「アクシス350S」が発売[37]。
  - 10月22日 - 特別仕様車「70th-II」が発売[33]。一部改良により仕様向上。
- 2004年
  - 4月7日 - 特別仕様車「NAVIエディション」が発売[34]。
  - 8月19日 - マイナーチェンジ[24]。車種体系をRX、AR-Xシリーズに整理。
- 2005年
  - 4月27日 - 特別仕様車「リミテッドレザー」が発売[35]。
  - 11月30日 - 一部改良。快適性の向上及び灯火器（改正）技術基準に適合[41]。
- 2006年6月1日 - 特別仕様車「スタイリッシュシルバーレザー」が発売[36]。
- 2007年
  - 6月30日 - 生産終了。以後、流通在庫のみの販売となる
  - 8月31日 - 販売終了。

## 車名の由来
英語で「舞台」を意味する「STAGE」に「Advance」の「A」を組み合わせた造語。一歩進んだ（Advance）新しいライフステージ（Stage）を提案するクルマという意味を込めている。